# Australian Open 2020 - Doppio maschile in carrozzina
Joachim Gérard e Stefan Olsson erano i detentori del titolo, ma Olsson non ha partecipato a questa edizione del torneo. Gérard ha fatto coppia con Ben Weekes.
Alfie Hewett e Gordon Reid hanno sconfitto in finale Stéphane Houdet e Nicolas Peifer con il punteggio di 4-6, 6-4, [10-7].

## Teste di serie
1. Stéphane Houdet /  Nicolas Peifer (finale)

1. Alfie Hewett /  Gordon Reid (campioni)

## Tabellone

### Legenda
| - Q = Qualificato - WC = Wild card - LL = Lucky loser | - ALT = Alternate - SE = Special Exempt - PR = Protected Ranking | - w/o = Walkover - r = Ritirato - d = Squalificato |

|  | Semifinali | Semifinali                       | Semifinali                     | Semifinali | Semifinali |  |  | Finale | Finale                         | Finale | Finale | Finale |  |
|  |            |                                  |                                |            |            |  |  |        |                                |        |        |        |  |
|  | 1          | Stéphane Houdet Nicolas Peifer   | Stéphane Houdet Nicolas Peifer | 6          | 6          |  |  |        |                                |        |        |        |  |
|  |            | Joachim Gérard Ben Weekes        | Joachim Gérard Ben Weekes      | 3          | 4          |  |  | 1      | Stéphane Houdet Nicolas Peifer | 6      | 4      | [7]    |  |
|  |            | Gustavo Fernández Shingo Kunieda | 6(2)                           | 6          | [5]        |  |  | 2      | Alfie Hewett Gordon Reid       | 4      | 6      | [10]   |  |
|  | 2          | Alfie Hewett Gordon Reid         | 7                              | 3          | [10]       |  |  |        |                                |        |        |        |  |